# نیکی گرین
نیکی گرین (انگلیسی: Nikki Greene؛ زادهٔ ۶ سپتامبر ۱۹۹۰) بازیکن بسکتبال اهل ایالات متحده آمریکا است.